# Dâm dương hoắc hoa to

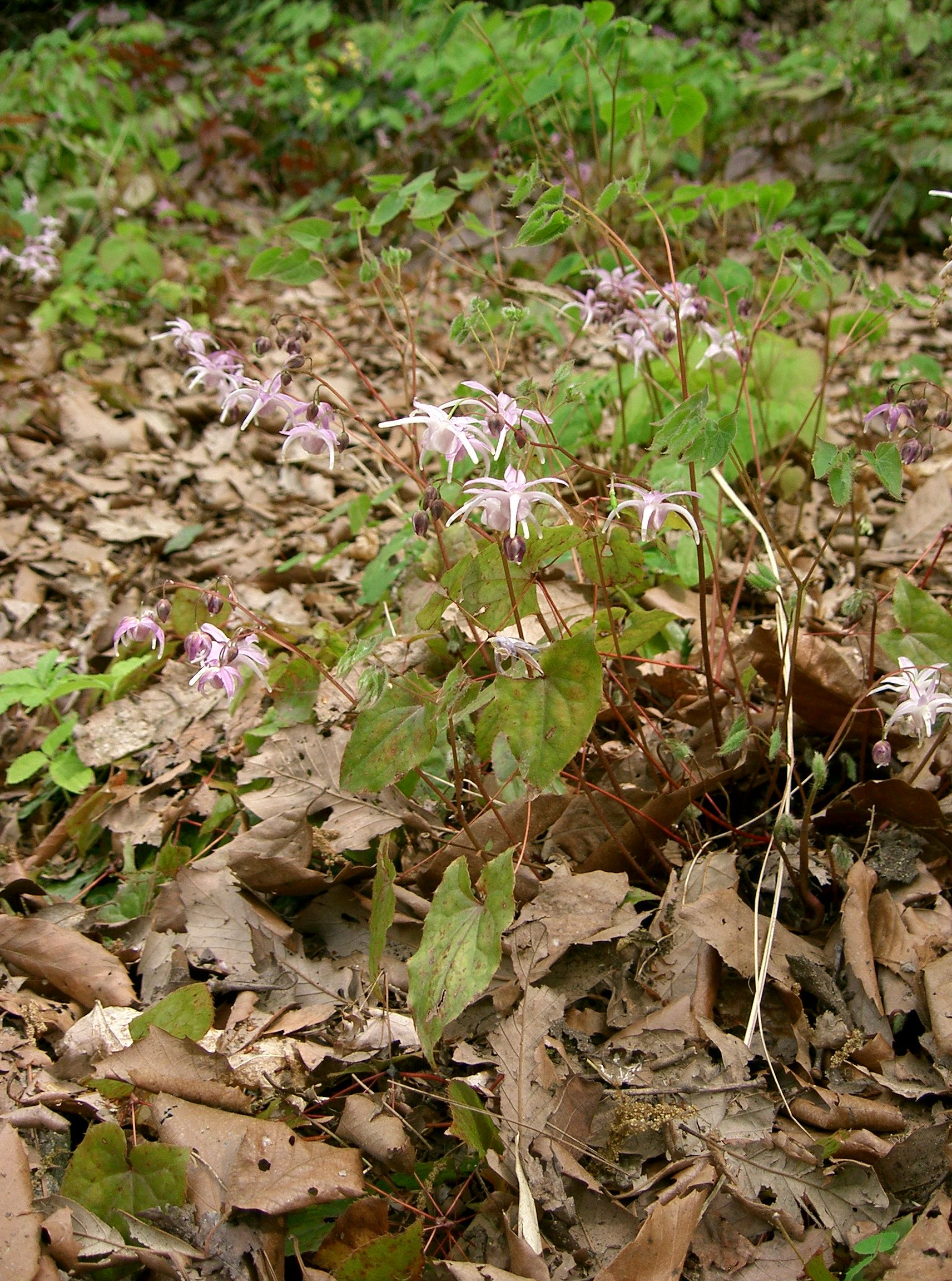

Dâm dương hoắc hoa to (tên khoa học: Epimedium grandiflorum) là một loài thực vật có hoa trong họ Berberidaceae, bản địa Trung Quốc, Nhật Bản và Triều Tiên. Nó có thể có các đặc trưng kích thích tình dục do sự hiện diện của Icariin và được tin là gây ra gia tăng hoạt động tình dục cho những con dê. Nó thường được đóng gói thành viên nang với các thành phần khác hoặc được bán như là bông hoặc bột thảo dược với tên gọi "Horny Goat Weed". Cây này có thân màu đỏ tươi với những chiếc lá hình trái tim màu xanh lá cây và một chút lông ở mặt dưới. Loài này phát triển tối đa tới 6 đến 9 in (15 đến 23 cm) và vào mùa xuân sinh ra hoa màu tím nhạt.

## Từ đồng nghĩa
- Endoplectris tricolor Raf.
- Epimedium grandiflorum f. flavescens Stearn
- Epimedium grandiflorum f. heterochroum Y.Hayashi
- Epimedium grandiflorum var. higoense T.Shimizu
- Epimedium grandiflorum f. violaceum (C.Morren) Stearn
- Epimedium macranthum C.Morren & Decne.
- Epimedium macranthum var. violaceum (C. Morren & Decne.) Franch.
- Epimedium pumilum Baker
- Epimedium violaceum C. Morren & Decne.
- Epimedium violaceum var. grandiflorum Siebold & de Vriese

## Các thứ, dạng
- Epimedium grandiflorum var. thunbergianum (Miq.) Nakai